# Vladimir Iumin
Vladimir Iumin (n. 18 decembrie 1951, Omsk, RSFS Rusă, URSS – d. 4 martie 2016, Kaspiisk, Daghestan, Rusia) a fost un luptător ce a reprezentat Uniunea Republicilor Sovietice Socialiste, medaliat olimpic. A participat la o ediție a Jocurilor Olimpice (1976) în care a câștigat o medalie de aur.

## Participări
Lista de mai jos prezintă principalele competiții la care a participat Vladimir Iumin de-a lungul carierei.
- wrestling at the 1976 Summer Olympics – men's freestyle 57 kg[*]